# 선암동 (울산)
선암동(仙岩洞)은 울산광역시 남구의 법정동 및 행정동이다.

## 지명
선암동은 옛날 마을의 신선암에서 선인이 놀았다 하여 그 바위이름에서 유래되어 선암이라 하였다.

## 지리
SK(주) 및 석유화학공단등 국가기간산업 시설이 밀집되어 있는 공업 메카 지역으로 울산 공업의 중심지이며 유서 깊은 처용암과 개운포성이 있어 선조의 얼을 배울수 있는 장소이다. 또한, 토착민 본동지역과 신거주지역(대나리, 선암토지구획정리지구)으로 구성되어 있으며, 동면적이 남구 전체 면적의 36%를 차지하는 넓은 지역이어서 주민 편의를 위하여 동사무소 외에 대나리회관 내에 민원출장소를 설치하여 운영하고 있다.

## 법정동
- 선암동(仙岩洞)
- 상개동(上開洞)
- 부곡동(夫谷洞)
- 고사동(古沙洞)
- 황성동(黃城洞)
- 성암동(城岩洞)
- 용연동(龍淵洞)
- 남화동(南化洞)
- 용잠동(龍岑洞)

## 연혁
- 1894년 고종 31년 선암동, 상개동, 명산동, 내개동
- 1914년 대현면 선암리, 상개리
- 1962년 6월 1일 울산시 선암동, 상개동
- 1985년 7월 15일 울산시 남구 선암동으로 행정동 통합
- 1998년 10월 17일 과소행정동 통합에 따른 개운동, 장생포동의 용잠동이 선암동으로 편입

## 교육
- 개운초등학교
- 선암초등학교
- 삼일여자고등학교

## 아파트
| 단지명        | 건설사         | 시행사         | 주소                         | 입주       | 비고 |
| ------------- | -------------- | -------------- | ---------------------------- | ---------- | ---- |
| 신선산 휴먼빌 | 일신건영㈜     | 참좋은건설㈜   | 두왕로34번길 42 (상개동)     | 2008년 5월 |      |
| 선암서광      | ㈜서광건설산업 | ㈜서광건설산업 | 두왕로106번길 28-23 (선암동) | 1997년 5월 |      |